# Hofstattrecht
Das Hofstattrecht (auch Wiederaufbaurecht genannt) bezeichnet in der Schweiz das Recht, ein zerstörtes oder abgebrochenes Gebäude im bisherigen Umfang wiederherzustellen.

## Historische Bedeutung
Das Hofstattrecht bezeichnete früher Gewohnheitsrechte, die statt mit dem Haus mit der Hofstatt – dem Platz im Dorf, auf dem das Haus mit Nebengebäuden, Garten und Misthaufen steht – verbunden waren. Dabei handelte es sich insbesondere um Nutzungsrechte an Allmenden und Alpen, um Bürgerrechte oder um Ämterzugang. Zum Hofstattrecht gehörte auch das Recht, auf einer Hofstatt ein früher bereits bestehendes Gebäude auf der gleichen Hofstatt wieder neu zu errichten.

## Heutige Rechtslage
Rechtsgrundlage sind die Raumplanungsgesetze der Kantone. Diese können die Gemeinden ermächtigen, in ihren Baugesetzen entsprechende Ausnahmen von den geltenden Vorschriften der Regelbauweise zuzulassen. Gebäude dürfen dann ohne Rücksicht auf die Vorschriften über Grenz- und Gebäudeabstände, Gebäudehöhe und Ausnützungsziffer im bisherigen Umfang wieder hergestellt werden.
Das Hofstattrecht gewährt ähnlich dem deutschen Baugesetzbuch (§ 35 Abs. 4 BauGB) insbesondere für im Außenbereich gelegene landwirtschaftliche Betriebe eine Besitzstandsgarantie, die es dem Grundeigentümer gestattet, sein zerstörtes oder baufällig gewordenes Haus in der bisherigen Form wieder zu erstellen. Das Hofstattrecht ist außerdem Ausdruck der Gemeindeautonomie, in Deutschland kommunale Planungshoheit genannt.
Im bernischen Einführungsgesetz zum Zivilgesetzbuch (EG ZGB) wird die zivilrechtliche Dimension des Hofstattrechts im Nachbarrecht deutlich. In Art. 79 d heißt es:
„Wird ein Gebäude durch Elementarereignisse ganz oder teilweise zerstört, so darf es innert fünf Jahren ohne Rücksicht auf den privatrechtlichen Grenzabstand in seinem früheren Ausmass wieder aufgebaut werden. Die Frist ist eingehalten, wenn vor ihrem Ablauf das Baugesuch gestellt ist. Der Wiederaufbau ist ohne willkürliche Unterbrechung durchzuführen.“
Ein durch das Hofstattrecht begünstigtes Vorhaben ist daher sowohl vor öffentlich-rechtlichen als auch vor zivilrechtlichen Abwehransprüchen seiner Nachbarn geschützt.